# Nyssodrysternum taeniatum
Nyssodrysternum taeniatum är en skalbaggsart som beskrevs av Monné 1985. Nyssodrysternum taeniatum ingår i släktet Nyssodrysternum och familjen långhorningar. Inga underarter finns listade i Catalogue of Life.